# Lijst van hoogste punten in Gelderland
Een lijst van de hoogste punten in de Nederlandse provincie Gelderland ten opzichte van het NAP.
1. Signaal Imbosch, 110 meter
2. Torenberg, 107 meter[1]
3. Zijpenberg, 106 meter[1]
4. Tafelberg, 103 meter
5. Imbosch (of Imbos), 102 meter[1]
6. Aardmansberg, 100 meter[1]
7. Hettenheuvel, 93 meter[1]
8. Koepelberg, 94 meter
9. Hoenderberg, 92 meter[1]
10. Lange Juffer, 91 meter
11. Boerenallee, 91 meter
12. Kluizenaarsberg, 90 meter
13. Galgenberg bij Rheden, 89 meter[1]
14. Tivoli (Berg en Dal), 87 meter
15. Waterberg (Hoenderloo), 86 meter
16. Posbank, 85 meter
17. Galgenberg (Arnhem), 85 meter
18. Waterberg (Arnhem), 85 meter
19. Hulzenberg, 84,6 meter
20. Hoge Duvel, 82 meter
21. Hindeberg, 79 meter
22. Schalter, 79 meter[1]
23. Broodberg, 77,7 meter[1]
24. Trapjesberg, 76 meter
25. Duivelsberg, 75,9 meter
26. Hoogte 80, 75 meter
27. Tonberg, 75 meter
28. Ramenberg, 73 meter
29. Engelse Berg, 72 meter
30. Menthenberg, 72 meter
31. Sterrenberg, 72 meter
32. Bakenberg, 70 meter
33. Rouwenberg, 70 meter
34. Montferland, 67,9 meter[1]
35. Prins Willemberg, 67 meter
36. Galgenberg bij 's-Heerenberg, 66,8 meter
37. Woldberg (ook: De Knobbel), 61 meter
38. Hullekesberg, 60 meter
39. Ossenberg, 60 meter
40. Rijsberg, 57 meter
41. Breeberg, 55 meter
42. Pietersberg, 55 meter
43. Hollerberg, 53 meter[1]
44. Marthaberg, 52 meter
45. Sonnenberg, 52 meter
46. Valenberg, 52 meter
47. Bennekomse Berg, 51 meter
48. Doorwerther Berg, 51 meter
49. Kompagnieberg, 51 meter
50. Filipsberg, 50 meter[1]
51. Lochemse Berg, 49,2 meter[1]
52. Carolinenberg, 49 meter[1]
53. Kale Berg, 46,5 meter
54. Dikkenberg, 46 meter[2]
55. Drieberg, 46 meter
56. Kemperberg, 45 meter[2]
57. Hemelse Berg, 45 meter
58. Scheleberg, 45 meter
59. Stoppelenberg, 45 meter
60. Wezeperberg, 45 meter[1]
61. Goudsberg, 43 meter
62. Mengelenberg, 42 meter
63. Wageningse Berg, 42 meter
64. Hullenberg, 45 meter[2]
65. Paalberg, 39 meter[1]
66. Boersberg, 38 meter
67. De Galgenberg bij Harderwijk, 37 meter[2]
68. Needse Berg, 34,6 meter[1]
69. Galgenberg bij Lunteren, 34 meter[2]
70. De Galgenberg bij Heerde, 21,9 meter[1]